# Pogorzelice
Pogorzelice (deutsch Langeböse, kasch. Pogorzelëce) ist ein Dorf in der polnischen Woiwodschaft Pommern. Es gehört zur Landgemeinde Nowa Wieś Lęborska (Neuendorf) im Powiat Lęborski (Kreis Lauenburg). 

## Geographische Lage und Verkehrsanbindung
Die Ortschaft liegt in Hinterpommern, am Rande des weiten Tals der Leba, etwa neun Kilometer westsüdwestlich von Lębork (Lauenburg in Pommern) und zwölf Kilometer südwestlich des Dorfs Nowa Wieś Lęborska (Neuendorf).
Durch den Ort verläuft die polnische Landesstraße 6 (ehemalige deutsche Reichsstraße 2, heute auch Europastraße 28), die von der deutsch-polnischen Grenze bei Kołbaskowo (Kolbitzow) über Stettin, Köslin und Słupsk bis nach Danzig und weiter bis Pruszcz Gdański führt. In die Landesstraße 6 münden in Pogorzelice zwei Nebenstraßen ein: vom nördlich gelegenen Redkowice (Rettkewitz) und vom südlich gelegenen Unieszyno (Groß Wunneschin).
Pogorzelice ist Bahnstation an der Bahnstrecke 202 der Polnischen Staatsbahn (PKP), die von Danzig nach Stargard verläuft.

## Geschichte

Langeböse westsüdwestlich von Lauenburg in Pommern auf einer Landkarte von 1910

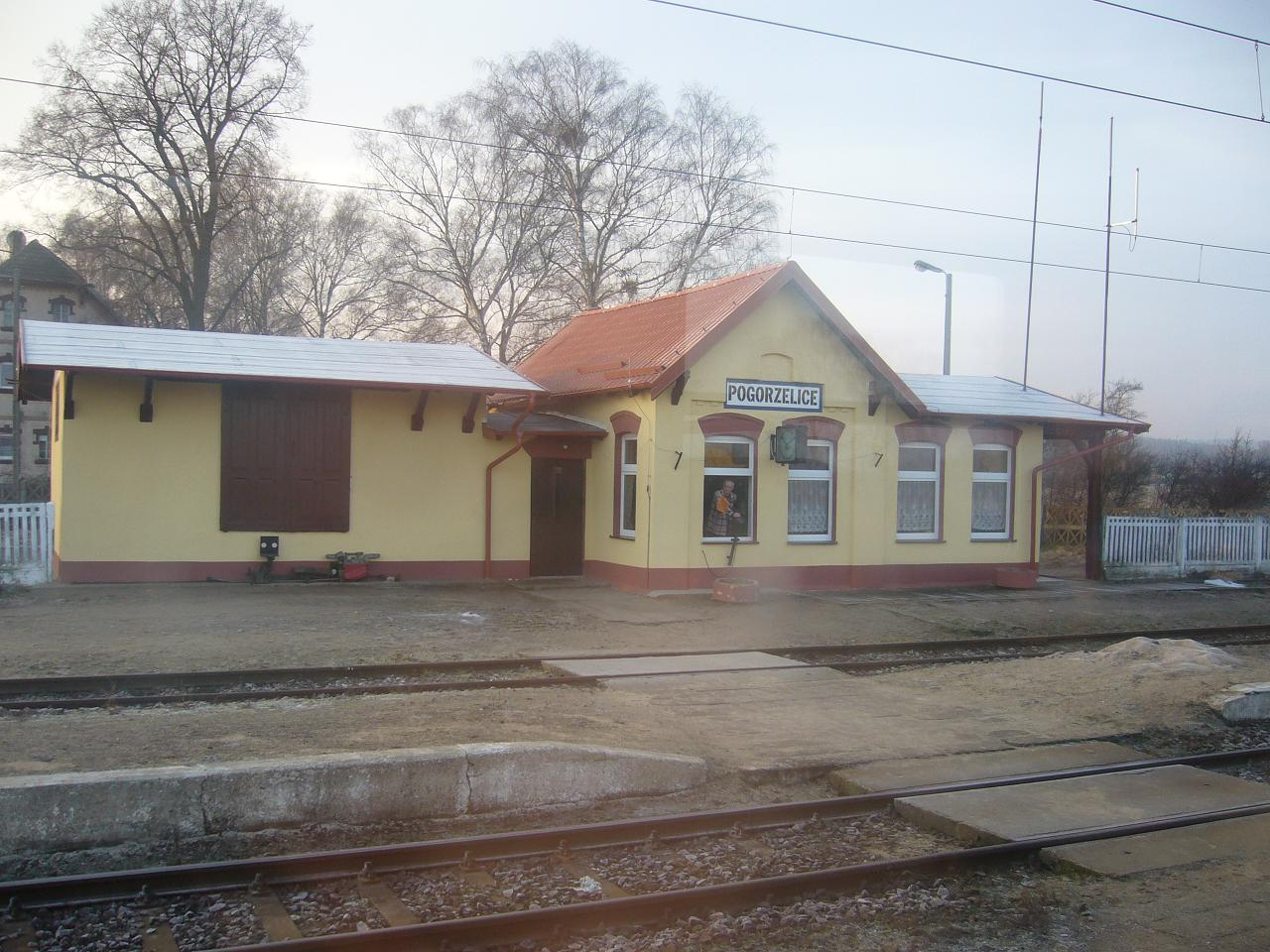
Bahnhof Pogorzelice (Langeböse)

Der historischen Dorfform nach war  das alte Kaschubendorf   ein kleines Gassendorf. Es war ein altes Grumbkowsches Lehen. Im Jahre 1426 kauften es die Stojentins. Etwa 1650 entstand das Gutshaus, das hundert Jahre später um zwei Seitenflügel ergänzt wurde. Ab 1747 wechselten die Besitzer dann häufig.
Um 1784 hatte Langeböse ein Vorwerk, acht Bauern, zwei Kossäten, einen Krug, einen Schulmeister und eine Wassermühle bei insgesamt 19 Feuerstellen.
Langeböse wurde 1803 von dem Leutnant Karl von Zitzewitz erworben. Er verkaufte es 1821 an den Leutnant Ferdinand von Paris. Von ihm kaufte es 1837 Julius von Zitzewitz, der es seinem Sohn Paul von Zitzewitz vermachte, der es aber aus wirtschaftlichen Gründen 1895 aufgeben musste.
Herbert von Massow wurde der neue Besitzer von Langeböse, der hier 1901 ein Kalksandsteinwerk gründete und 1906 eine Brennerei auf dem Gut einrichtete. Er war der letzte Herr des zuletzt 926 Hektar großen Rittergutes Langeböse. 1939 gab es in Langeböse außer dem Gut 60 bäuerliche Betriebe.
Im Jahre 1910 zählte Langeböse 669 Einwohner. Ihre Zahl betrug 1933 bereits 704 und 1939 noch 659.
Zur Gemeinde Langeböse gehörten bis 1945 die Ortschaften Bonkow (polnisch: Bąkowo), Langeböse-Bahnhof, Langeböser Mühle, Vorwerk und Wussitten. Die Gemeinde bildete einen Amts- und Standesamtsbezirk, in den die Gemeinden Groß Runow (Runowo) und Zechlin (Żychlin) eingegliedert waren. 
Das Dorf Langeböse gehörte bis zum Ende des Zweiten Weltkriegs zum Landkreis Stolp im Regierungsbezirk Köslin der Provinz Pommern.
Gegen Ende des Zweiten Weltkriegs war Langeböse im Frühjahr 1945 eine der wenigen Ortschaften im Stolper Land, die hart umkämpft wurden. Am 9. März 1945 setzte sich ein Flüchtlingstreck in Bewegung, der über Mackensen (Chocielewko), Rettkewitz (Redkowice), Garzigar (Garczegorze) und Bresin (Brzeźno Lęborskie) zog, dann aber in Schwichow (Świchowo) von der Roten Armee überrollt wurde. Deutsche Infanterie, Flak und SS verteidigten den Ort bis zum 10. März um vier Uhr. Dann besetzte die Rote Armee den Ort und sowjetische Soldaten quartierten sich ein. Nachdem Hinterpommern im Sommer 1945 unter polnische Verwaltung gestellt worden war, wanderten in Langeböse polnische Zivilisten zu, zum Teil in Deutschland als Landarbeiter tätig gewesen waren. Langeböse erhielt den polnischen Ortsnamen Pogorzelice. Am 9. September 1945 erfolgte die erste Vertreibung der einheimischen Bevölkerung, weitere Vertreibungen erfolgten am 9. November 1945 und am 28. Juli 1947. Später wurden in der BRD 406 und in der DDR 173 von den Polen aus Langeböse vertriebene Dorfbewohner ermittelt Langeböse wurde in Pogorzelice umbenannt.
Der Ort ist heute in die Gmina Nowa Wieś Lęborska im Powiat Lęborski (Lauenburg) der Woiwodschaft Pommern (1975 bis 1998 Woiwodschaft Słupsk) eingegliedert. Pogorzelice zählt heute 405 Einwohner.

## Bevölkerungsentwicklung
| Jahr | Einwohner | Anmerkungen                                           |
| ---- | --------- | ----------------------------------------------------- |
| 1867 | 223       | [ 4 ]                                                 |
| 1871 | 229       | sämtlich evangelischer Konfession                     |
| 1910 | 669       |                                                       |
| 1925 | 771       | darunter 726 Evangelische, 26 Katholiken und ein Jude |
| 1933 | 704       | [ 6 ]                                                 |
| 1939 | 659       | [ 6 ]                                                 |

## Kirche

### Dorfkirche
Die Kirche in Langeböse bzw. Pogorzelice wurde im Jahre 1859 gebaut. Mehr als 60 Jahre war sie evangelische Gottesdienststätte, als sie 1945 zugunsten der katholischen Kirche enteignet wurde. Sie trägt heute den Namen Kościół św. Józefa Oblubieńca (Josefskirche).

### Kirchengemeinde
Vor 1945 war die Bevölkerung von Langeböse überwiegend evangelischer Konfession. Das Dorf gehörte zum Kirchspiel Schurow (heute polnisch: Skórowo) und blieb dort auch zugehörig, als am 1. April 1912 hier eine eigene Kirchengemeinde errichtet wurde. Sie gehörte zum Kirchenkreis Stolp-Altstadt im Ostsprengel der Kirchenprovinz Pommern der Kirche der Altpreußischen Union. Im Jahre 1940 zählte die Kirchengemeinde Langeböse 704 Gemeindeglieder bei 3012 im gesamten Kirchspiel. 
Seit 1945 gehören die meisten Einwohner von Pogorzelice zur katholischen Kirche. Die Kirche ist jetzt Filialkirche in der neu gebildeten Pfarrei Leśnice (Lischnitz) und in das Dekanat Lębork (Lauenburg in Pommern) im Bistum Pelplin der Katholischen Kirche in Polen eingegliedert. Hier lebende evangelische Kirchenglieder gehören nun zur Kreuzkirchengemeinde in Słupsk in der Diözese Pommern-Großpolen der Evangelisch-Augsburgischen Kirche in Polen, deren nächstgelegene Filialkirche in Lębork ist.

## Schule
Bereits zum Ende des 18. Jahrhunderts gab es in Langeböse einen Schulmeister. 1926 wurde hier ein Schulhaus als Ersatz des 1921 abgebrannten Gebäudes errichtet. Es hatte zwei Klassenräume, einen Lehrmittelraum und zwei Lehrerwohnungen. 1932 war die Schule vierstufig. Es unterrichteten drei Lehrer 135 Schulkinder, darunter auch ein Teil aus dem Nachbarort Darsow (heute polnisch: Darżewo).

## Persönlichkeiten: Söhne und Töchter des Ortes
- Paul von Zitzewitz (1843–1906), deutscher Rittergutsbesitzer und Parlamentarier, Mitglied des Preußischen Abgeordnetenhauses